# Eraser
Eraser est un logiciel libre pour Windows qui permet d'effacer de façon sûre les données d'un fichier informatique ou d'un disque dur. Pour effacer les données, ce programme propose la méthode de Gutmann, définie par le National Industrial Security Program Operating Manual (en) du département américain de la Défense, des passes aléatoires et aussi la possibilité de créer soi-même des méthodes de réécriture.